# Northrop Grumman Firebird
El Northrop Grumman Firebird es un avión recolector de inteligencia diseñado por la oficina de diseño Scaled Composites de Northrop Grumman, que puede ser volado remotamente o por un piloto. En Scaled, se le conoce como Model 355. Fue desvelado el 9 de mayo de 2011. Voló por primera vez en febrero de 2010 y está considerado un vehículo pilotado opcionalmente (OPV, optionally piloted vehicle).

## Diseño y desarrollo
Uno de los últimos diseños de aeronaves supervisado por Burt Rutan, que se retiró en abril de 2011, el Firebird es un avión de altitud media y gran autonomía (MALE), diseñado para volar hasta 40 horas a una velocidad máxima de 370 km/h a una altitud de 9100 m. El avión de doble botalón tiene una configuración propulsora y un ala muy esbelta (alta relación de aspecto) con un ángulo de flecha invertida muy leve. Tiene una envergadura de 20 m, una longitud de 10 m, una altura de 3 m y una capacidad de carga de 560 kg. Está propulsado por un motor bóxer de seis pistones Lycoming TEO-540 y tiene un peso máximo al despegue de 2300 kg. El avión tiene puntos fuertes para transportar armas, aunque actualmente está desarmado.

### Capacidades de reconocimiento
El Firebird está diseñado para que el avión sea capaz de llevar hasta cuatro módulos de equipos espía simultáneamente, en un sistema separado del necesario para controlar el avión, por lo que dichos equipos pueden ser fácilmente intercambiados. Según Rick Crooks, un ejecutivo de Northrop involucrado en el proyecto, este diseño hace que "hagan falta días o semanas para integrar una nueva carga útil [de equipo], en lugar de años". El avión tiene la capacidad de ver imágenes infrarrojas, recabar vídeo de alta definición en tiempo real, usar el radar y ejecutar inteligencia local de señales, de forma simultánea.

## Historia operacional
La idea de construir un avión capaz de ser volado con o sin piloto surgió por primera vez el 9 de febrero de 2009 de Rick Crooks, cuando contactó con Scaled Composites acerca de la posibilidad de construir tal avión. Scaled estuvo de acuerdo, y el 9 de febrero de 2010, el avión realizó su primer vuelo. En octubre del mismo año, el avión demostró sus capacidades de captar información desde múltiples fuentes simultáneamente por primera vez, cuando realizó una demostración en Sacramento, California, ante personal de defensa. El 9 de mayo de 2011, el avión fue presentado públicamente por primera vez, y entre el 23 de mayo y el 3 de junio de 2011, participó en el ejercicio Empire Challenge de 2011, donde mostró su capacidad de llevar múltiples cargas de pago e intercambiarlas rápidamente.
Según Northrop, el único avión construido está considerado como preparado operacionalmente, más allá de la etapa de prototipo. En el momento de la presentación pública del avión, había planes preliminares para construir un segundo avión. Si entra en producción, está planeado que la construcción del Firebird se traslade a fábricas en Palmdale, California o Moss Point, Mississippi, en lugar de las instalaciones de Scaled Composites en Mojave, California.
El 11 de noviembre de 2012, el Firebird comenzó los vuelos de pruebas, y la producción fue aprobada.

## Especificaciones
Referencia datos: 

### Características generales
- Tripulación: Dos (opcionales)
- Capacidad: 560 kg de carga útil
- Longitud: 10 m
- Envergadura: 20 m
- Altura: 2,96 m
- Peso máximo al despegue: 2268 kg
- Planta motriz: 1× motor bóxer de seis cilindros refrigerado por aire Lycoming TO-540.
  - Potencia: 260 kW (358 HP; 354 CV)

### Rendimiento
- Velocidad máxima operativa (Vno): 370 km/h
- Alcance: 40 h
- Techo de vuelo: 9100 m (30000 pies)

### Aeronaves similares
- AHRLAC Holdings Ahrlac